# James Justin
James Michael Justin (* 23. Februar 1998 in Luton) ist ein englischer Fußballspieler. Der Abwehrspieler, der auch im Mittelfeld auf verschiedenen Positionen eingesetzt werden kann, primär jedoch als rechter Verteidiger agiert, wurde bei Luton Town ausgebildet und heuerte zur Saison 2019/20 bei Leicester City in der Premier League an.

## Karriere

### Luton Town
Justin schloss sich im Jahr 2005 der Jugendakademie seines Heimatklubs Luton Town an und unterschrieb im November 2015 den ersten Profivertrag. Nachdem er in der Saison 2015/16 hauptsächlich in der U-18-Auswahl des Vereins gespielt und dabei einige Achtungserfolge gefeiert hatte – unter anderem der Einzug ins Viertelfinale des FA Youth Cups – kam er am letzten Spieltag gegen Exeter City (4:1) zu einem ersten Kurzeinsatz in der vierten englischen Liga. In der Saison 2016/17 gelang Justin bei Luton Town der sportliche Durchbruch, wobei er beim 3:1-Heimsieg im Ligapokal gegen den Erstligaabsteiger Aston Villa erstmals in der Startelf war. Bei seinen anfänglich vierzehn Einsätzen bekleidete Justin verschiedene Positionen, darunter die des rechten Verteidigers und des linken Flügelspielers. Daraufhin unterzeichnete er einen Vertrag mit einer Laufzeit bis Sommer 2019 plus der Option auf ein weiteres Jahr. Ende April 2017 schoss Justin beim 4:1-Auswärtssieg gegen Accrington Stanley sein erstes Tor im Profibereich und auch bei den beiden Begegnungen im Play-off-Halbfinale gegen den FC Blackpool, das letztlich verloren ging, berief ihn Trainer Nathan Jones jeweils in die Startelf. Das erfolgreiche Jahr weckte Begehrlichkeiten bei anderen Vereinen, aber Luton lehnte ein konkretes Angebot des Zweitligisten Nottingham Forest in Höhe von einer Million Pfund ab; stattdessen verlängerte Justin den Vertrag bis 2020 plus einer erneuten Option auf ein weiteres Jahr. Als Luton nach Ablauf der Saison 2017/18 der Aufstieg in die dritthöchste Spielklasse gelang, zog Luton diese Option. Während er in dieser Spielzeit mit 22 Pflichtspielen noch relativ moderat zum Mannschaftserfolg beitrug, war Justin mit 52 Auftritten in der Saison 2018/19 Schlüsselspieler auf der rechten Abwehrseite auf dem Weg zum Gewinn der Drittligameisterschaft und damit den direkten Durchmarsch in die zweithöchste Spielklasse. In Anerkennung seiner Leistung wurde er in die „Mannschaft des Jahres“ der EFL League One berufen.

### Leicester City
Ende Juni 2019 nahm ihn der Erstligist Leicester City für eine nicht näher bekannte Ablösesumme für fünf Jahre unter Vertrag. Bei seinem Debüt im Ligapokal gegen den Ex-Klub aus Luton schoss er sein erstes Tor für den neuen Verein und gewann mit 4:0. Im Dezember 2019 setzte ihn Trainer Brendan Rodgers erstmals in der Premier League ein. Nach zwei Einwechslungen jeweils zehn Minuten vor Ende der regulären Spielzeit gegen den FC Watford (2:0) und Aston Villa (4:1) folgte am 28. Dezember 2019 der erste Premier-League-Startelfeinsatz auswärts beim 2:1-Erfolg gegen West Ham United. An seinem 24. Geburtstag unterzeichnete Justin einen neuen Vertrag bis Juni 2026.

### Nationalmannschaft
Anfang Juni 2017 wurde Justin erstmals in ein Trainingscamp der englischen U-19-Auswahl berufen. Der Sprung in den Kader für die anstehende Europameisterschaft blieb ihm jedoch verwehrt. Erst mit der U-20 kam er im folgenden August zu zwei ersten Einsätzen in Freundschaftsspielen: zunächst per Einwechslung gegen die Niederlande sowie vier Tage danach in der Startelf gegen die Schweiz. Für die U-21-Auswahl debütierte er am 9. September 2019 ab der 80. Minute für den verletzten Max Aarons – die Partie gegen den Kosovo endete 2:0 für England.
Am 24. Mai 2022 erhielt er seine erste Einladung zur A-Nationalmannschaft für die Spiele in der UEFA Nations League 2022/23 im Juni, Sein Debüt gab er am 4. Juni als Startelfspieler bei der 0:1-Auswärtsniederlage gegen Ungarn.

## Titel/Auszeichnungen
- PFA Team of the Year: 2018/19 (EFL League One)